# Lamin Deen
Lamin Ali Deen (Londra, 17 giugno 1981) è un bobbista britannico.

## Biografia
Prima di dedicarsi al bob, Deen ha praticato la boxe, la pallacanestro e l'atletica leggera rappresentando il corpo militare dei Grenadier Guards, di cui ricopre il grado di sergente. 
Venne notato mentre partecipava a una gara sui 200 metri piani e dal 2006 compete professionalmente nel bob per squadra nazionale britannica, inizialmente nel ruolo di frenatore. Gareggiò in Coppa Europa dal 2006 al 2016, non ottenendo però risultati di particolare rilievo nel corso delle stagioni. In Coppa Nordamericana ottenne invece il secondo posto finale in tutte e tre le specialità al termine della stagione 2018/19.
Esordì in Coppa del Mondo all'avvio della stagione 2007/08, il 1º dicembre 2007 a Calgary, dove si piazzò al 24º posto nel bob a quattro con Martin Wright a condurre la slitta. Nel 2010, dopo aver mancato la qualificazione alle Olimpiadi di Vancouver 2010, Deen passò al ruolo di pilota e debuttò in Coppa del Mondo nella nuova veste a metà della stagione 2010/11, il 15 gennaio 2011 a Igls, classificandosi ventiduesimo nel bob a due; centrò il suo primo podio il 25 novembre 2017 a Whistler, dove fu secondo nel bob a quattro con Ben Simons, Toby Olubi e Andrew Matthews. Detiene quali migliori piazzamenti in classifica generale il 22º posto nel bob a due, ottenuto nel 2020/21, il 9° nel bob a quattro raggiunto 2015/16 e il 17° nella combinata maschile, ottenuto sia nel 2014/15 che nel 2015/16.
Partecipò a due edizioni dei giochi olimpici: a Soči 2014 si piazzò ventunesimo nel bob a due e diciassettesimo nel bob a quattro, mentre a Pyeongchang 2018 fu diciottesimo nella gara a quattro.

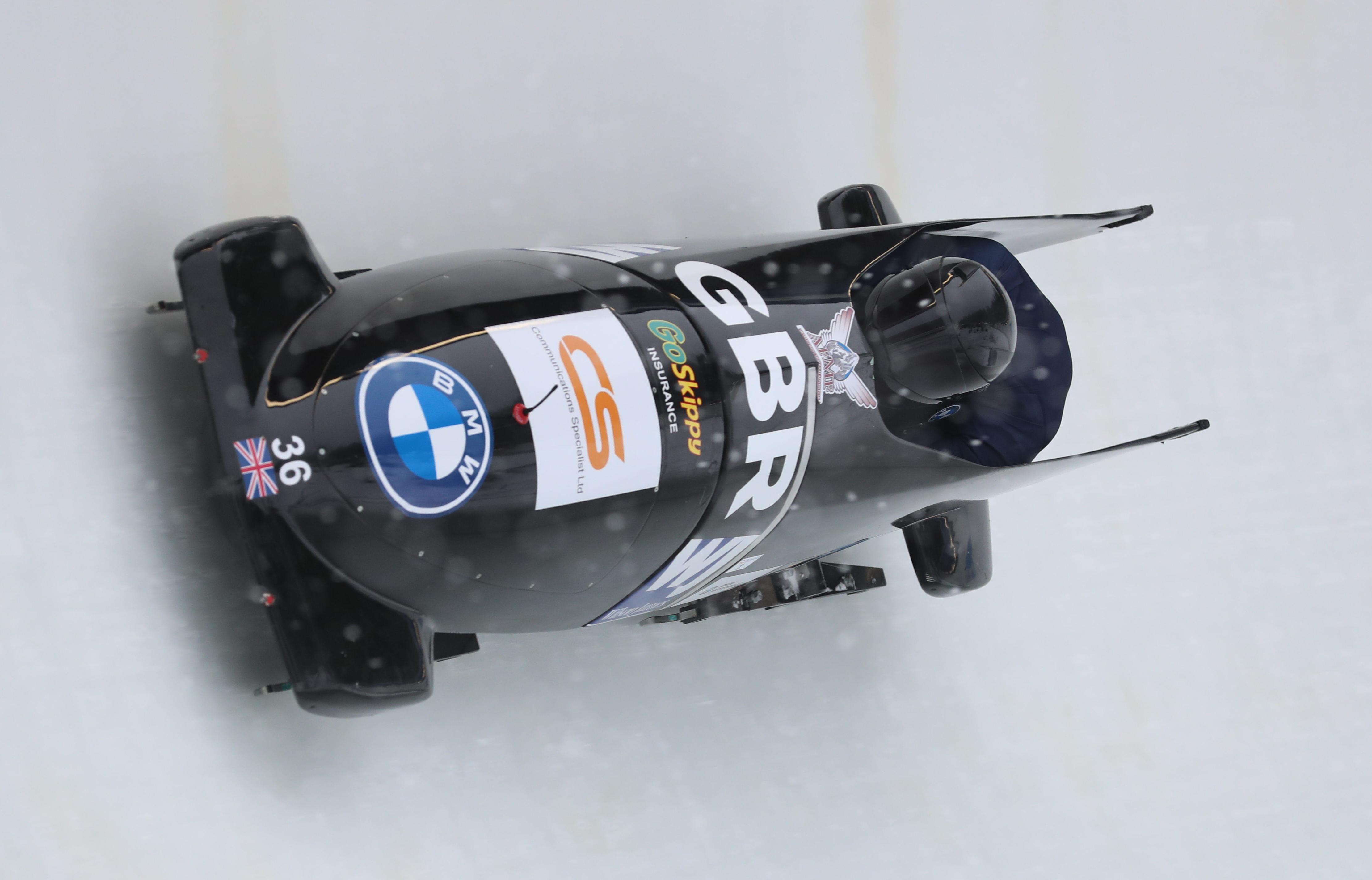
Lamin Deen alla guida del bob a quattro ai campionati mondiali di Altenberg 2021

Ha inoltre preso parte a otto edizioni dei campionati mondiali; nel dettaglio i suoi risultati nelle prove iridate sono stati, nel bob a due: ventiseiesimo a Schönau am Königssee 2011, ventiquattresimo a Sankt Moritz 2013, quattordicesimo a Winterberg 2015, squalificato a Whistler 2019, ventiquattresimo ad Altenberg 2020 e ventesimo ad Altenberg 2021; nel bob a quattro: ventitreesimo a Sankt Moritz 2013, quinto a Winterberg 2015, ventiduesimo a Innsbruck 2016, ventunesimo a Schönau am Königssee 2017, quindicesimo a Whistler 2019, ventesimo ad Altenberg 2020 e dodicesimo ad Altenberg 2021; nella gara a squadre: tredicesimo a Schönau am Königssee 2011, non partito a Sankt Moritz 2013 e ottavo a Winterberg 2015.
Agli europei invece ha totalizzato quali migliori piazzamenti il nono posto nel bob a quattro e il sedicesimo nel bob a due, entrambi raggiunti a Winterberg 2017.

## Palmarès

### Coppa del Mondo
- Miglior piazzamento in classifica generale nel bob a due maschile: 22º nel 2020/21.
- Miglior piazzamento in classifica generale nel bob a quattro maschile: 9º nel 2015/16.
- Miglior piazzamento in classifica generale nella combinata maschile: 17º nel 2014/15 e nel 2015/16.
- 1 podio (nel bob a quattro):
  - 1 secondo posto.

### Circuiti minori

#### Coppa Europa
- Miglior piazzamento in classifica generale nel bob a due: 12º nel 2012/13.
- Miglior piazzamento in classifica generale nel bob a quattro: 8º nel 2012/13.
- Miglior piazzamento in classifica generale nella combinata maschile: 11º nel 2012/13.

#### Coppa Nordamericana
- Miglior piazzamento in classifica generale nel bob a due: 2º nel 2018/19.
- Miglior piazzamento in classifica generale nel bob a quattro: 2º nel 2018/19.
- Miglior piazzamento in classifica generale nella combinata maschile: 2º nel 2018/19.
- 13 podi (3 nel bob a due e 10 nel bob a quattro):
  - 3 vittorie (tutte nel bob a quattro);
  - 3 secondi posti (tutti nel bob a quattro);
  - 7 terzi posti (3 nel bob a due, 4 nel bob a quattro).